# Madasphecia griveaudi
Madasphecia griveaudi is een vlinder uit de familie wespvlinders (Sesiidae), onderfamilie Sesiinae.
Madasphecia griveaudi is voor het eerst wetenschappelijk beschreven door Viette in 1982. De soort komt voor in het Afrotropisch gebied.